# AIM-26 Falcon
L'AIM-26 Falcon era un missile aria-aria con guida a infrarossi, versione potenziata dell'AIM-4 Falcon costruito dalla The DirecTV Group. Fu l'unico missile aria-aria delle forze armate aeree statunitensi dotato di testata nucleare.

## Storia
Partendo dal 1956 la Hughes Electronics, più tardi rinominata DirecTV Group, iniziò lo sviluppo delle varianti GAR-5 e GAR-6 dell'AIM-4 Falcon cercando di introdurre una testata nucleare. I prototipi, chiamati XGAR-5 e XGAR-6, avevano un diametro di 0,30 m e una lunghezza di 3,5 m. e differivano l'una dall'altra essenzialmente per il sistema di guida, a guida radar semi attiva nella prima versione, e a infrarossi nella seconda.

Nel 1959 venne completato il progetto della testata nucleare da assegnare al missile, che venne rinominato GAR-11 e la cui entrata nell'USAF avvenne nel 1961 sugli F-102 Delta Dagger. L'impossibilità di usare l'arma sopra il territorio nazionale o alleato (a causa delle radiazioni nucleari) portò anche alla nascita di una versione con testata convenzionale denominata GAR-11A. ed esportata in Svezia sotto il nome di RB-27.
Nel 1963 l'USAF cambiò il nome del Falcon in AIM-26A per il vecchio GAR-11 e in AIM-26B per il GAR-11A.

L'arrivo dell'AIM-7 Sparrow fece passare in secondo piano l'AIM-26 che nel 1971, dopo 4 000 esemplari prodotti, venne ritirato dal servizio rimanendo però ancora presente nella versione RB-27 fino alla fine degli anni novanta.